# 27947 Emilemathieu
27947 Emilemathieu este un asteroid din centura principală de asteroizi.

## Descriere
27947 Emilemathieu este un asteroid din centura principală de asteroizi. A fost descoperit pe 9 iulie 1997 la Prescott (Arizona) de Paul G. Comba. Asteroidul prezintă o orbită caracterizată de o semiaxă mare de 2,43 ua, o excentricitate de 0,05 și o înclinație de 22,0° în raport cu ecliptica.